# Li Čen (mingský spisovatel)
Li Čen (čínsky pchin-jinem Lǐ Zhēn, znaky zjednodušené 李祯, tradiční 李禎, 1376–1452) byl čínský spisovatel působící v říši Ming. Napsal úspěšnou sbírku povídek Ťien-teng jü-chua (Pokračování nových příběhů od zapálené lampy), navazujících na Čchü Jouovu mimořádně populární sbírku Ťien-teng sin-chua (Nová vyprávění u zapálené lampy).

## Jména
Li Čen používal též jméno Li Čchang-čchi (čínsky pchin-jinem Chāngqí, znaky 昌祺).

## Život
Jeho rodina pocházela z Lu-lingu v jihočínské provincii Ťiang-si, narodil se roku 1376. Věnoval se studiu konfuciánského učení, přihlásil k úřednickým zkouškám a roku 1404 složil i jejich nejvyšší stupeň, palácové zkoušky, a získal titul ťin-š’. Po zkouškách nastoupil úřední kariéru. Zprvu působil v akademii Chan-lin, kde se podílel na sestavení Encyklopedie Jung-le, poté sloužil v provinciích Kuang-si a Che-nan.
Začátkem 15. století, za vlády císaře Jung-le, získala mimořádnou popularitu Čchü Jouova povídková sbírka Ťien-teng sin-chua (Nová vyprávění u zapálené lampy). Podle Čchü Jouova vzoru Li Čen roku 1419 napsal sbírku povídek Ťien-teng jü-chua (剪燈餘話, Pokračování příběhů od zapálené lampy), roku 1433 publikované v ilustrovaním vydání. Li Čenovy příběhy si také získaly velkou oblibu. Od roku 1442 obě knihy úřady říše Ming oficiálně zakázaly, kvůli odvádění myslí čtenářů od konfuciánských ctností. Zákaz byl zrušen kolem roku 1466, a obě sbírky začaly být znovu vydávány.